# Liste der Herrscher von Mailand
Die Liste der Herrscher von Mailand enthält die Herzöge und andere Herrscher von Mailand von 1257 bis 1859.

## Grafen von Mailand (10./11. Jahrhundert)
- Berengar von Ivrea, 918 missus regis in Mailand, bis Sommer 941 und ab 945 Graf von Mailand, 950 König von Italien (Haus Burgund-Ivrea)
- Cunrad, wohl 957/961 Graf von Mailand, Sohn Berengars
- Dado, wohl Neffe Berengars wohl 967 Graf von Mailand, 973/1002 Graf von Pombia

„Die Markgrafschaft der Otbertiner, die in der 1. Hälfte des 10. Jahrhunderts entstanden war, umfasste in der Zeit Heinrichs II. [regierte 1002–1024] die Grafschaften Mailand, Tortona, Genua und Luni. Spätestens 1021, wahrscheinlich aber schon unter Otto II. [regierte 973-983] oder Otto III. [regierte 983-1002], gehörte Mailand zur Otbertinischen Mark.“
- (Adalberto il Margravio (10. Jh. – 951?) – Markgraf Adalbert, erwähnt 940 als Vizegraf, dann Markgraf der Otbertinischen Mark)
- Otbert (Oberto) I., † vor 15. Oktober 975, Sohn Adalberts, Markgraf von Mailand (951), Pfalzgraf von Italien (Reichsitalien) 953, Markgraf von Genua und der Otbertinischen Mark, Graf von Luni und Tortona, mit Rechten auf Pavia, Piacenza, Cremona, Parma und das Klosterlehen Bobbio
- Otbert II., † nach 1014/21, Markgraf von Mailand, Tortona und Genua
- Hugo, † nach 1037, Markgraf von Mailand, Graf von Genua
- Alberto Azzo I., † vor 1018, Markgraf von Mailand
- Alberto Azzo II., † 1096/97, Markgraf von Mailand

## Herren von Mailand (TorrianiundVisconti) (1257–1395)
- Martino della Torre 1257–1263
- Filippo della Torre 1263–1265
- Napoleone della Torre 1265–1277

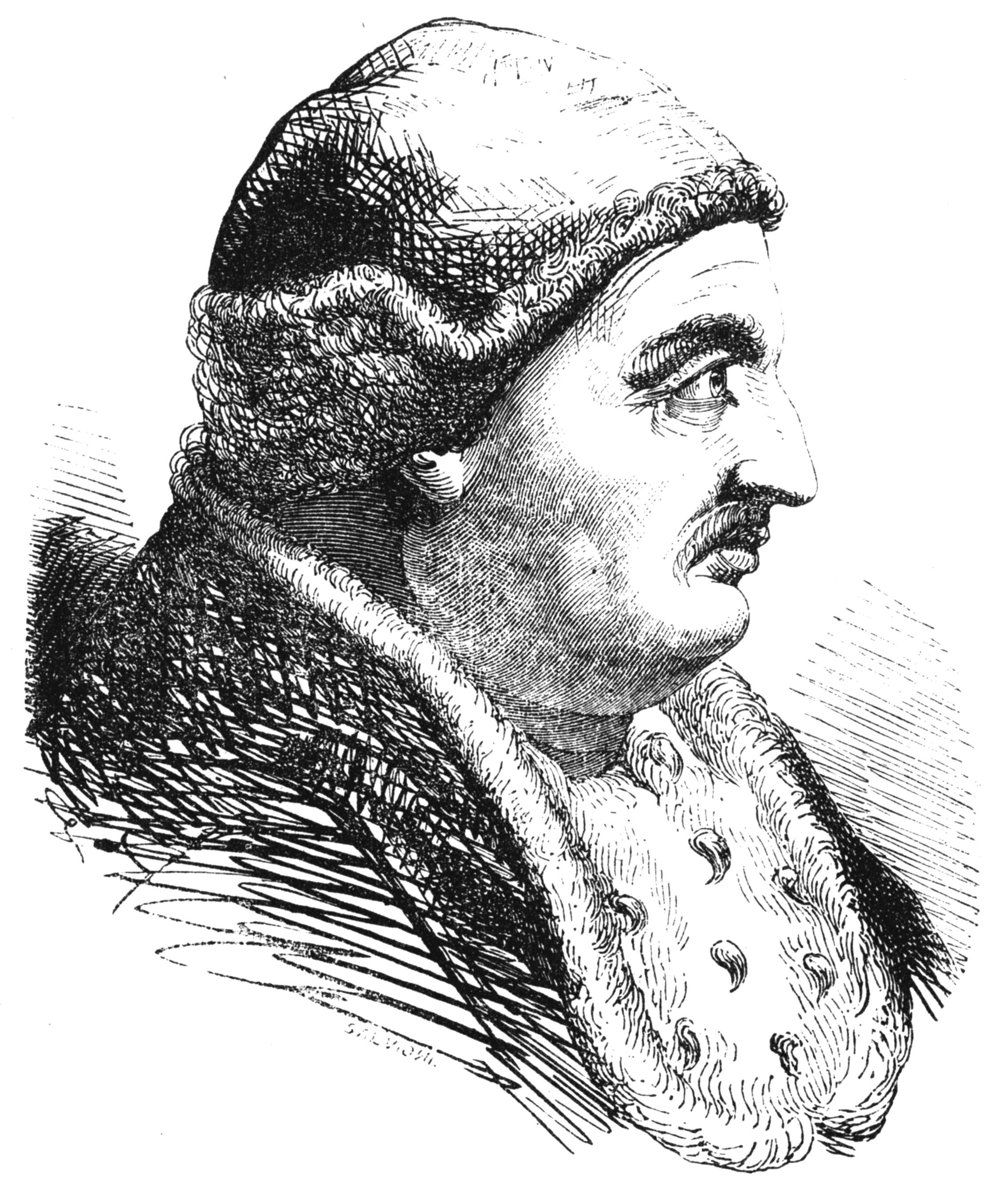
Ottone Visconti

- Ottone Visconti, Erzbischof von Mailand 1277–1294
- Matteo I. Visconti 1287–1302
- Guido della Torre 1302–1310
- Matteo I. Visconti 1310–1322 (2. Mal)
- Galeazzo I. Visconti 1322–1328
- Azzo Visconti 1328–1339
- Luchino Visconti 1339–1349 (gemeinsam mit seinem Bruder Giovanni)
- Giovanni Visconti, Erzbischof von Mailand 1339–1354 (1339–1349 gemeinsam mit dem Bruder)
- Bernabò Visconti 1354–1385
- Galeazzo II. Visconti 1349–1378
- Matteo II. Visconti 1349–1355
- Gian Galeazzo Visconti 1378–1395

## Herzöge von Mailand(1395–1800)
- Gian Galeazzo Visconti 1395–1402
- Giovanni Maria Visconti 1402–1412
- Filippo Maria Visconti 1412–1447
- Ambrosianische Republik 1447–1450
- Francesco I. Sforza 1450–1466
- Galeazzo Maria Sforza 1466–1476
- Gian Galeazzo Sforza 1476–1494
- Ludovico Sforza 1494–1499

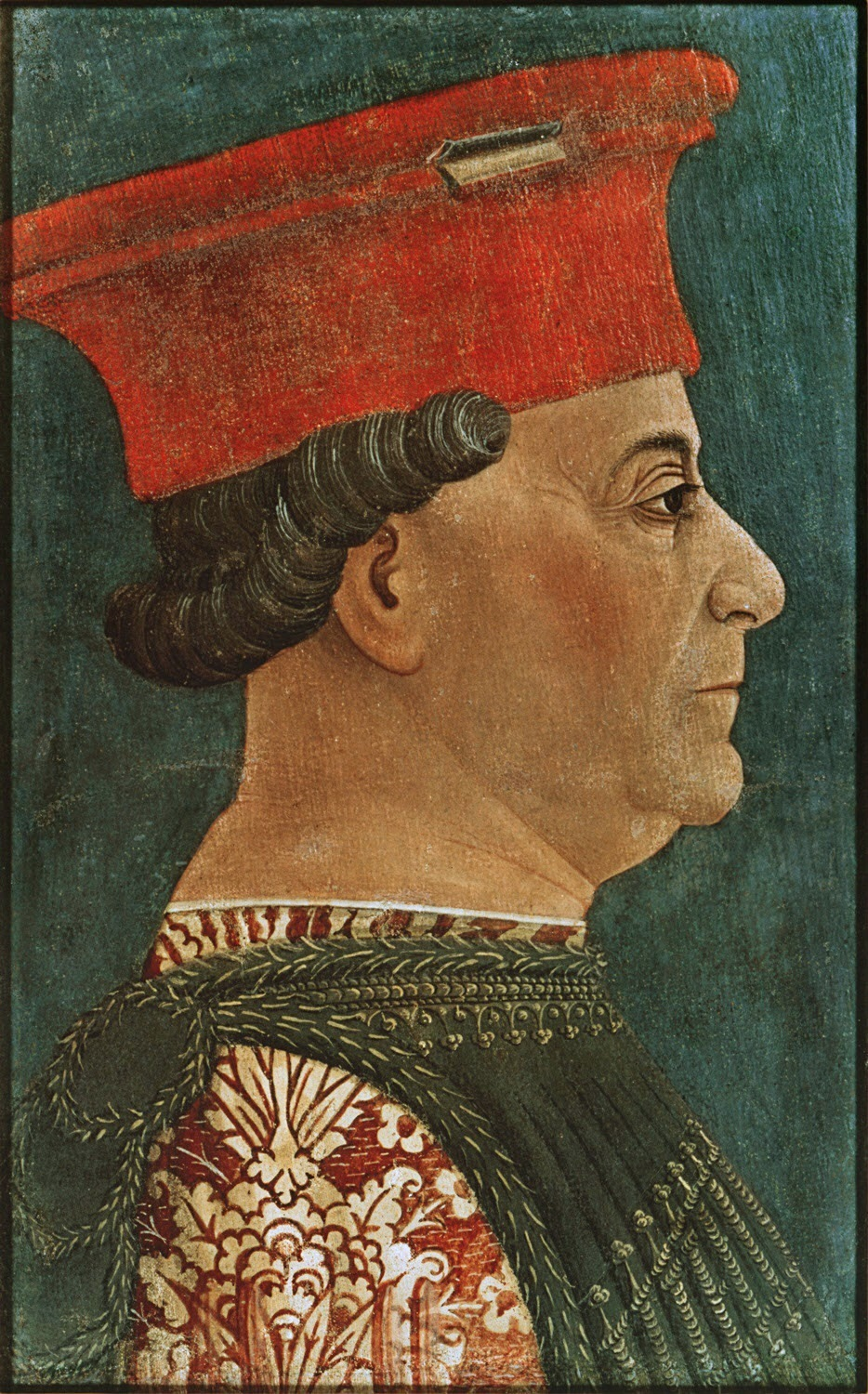
Francesco I. Sforza

- Ludwig XII. von Frankreich 1499–1500
- Ludovico Sforza 1500
- Ludwig XII. von Frankreich 1500–1512
- Massimiliano Sforza 1512–1515
- Franz I. von Frankreich 1515–1521
- Francesco II. Sforza 1521–1535
- Kaiser Karl V. 1535–1554
- Philipp II. von Spanien 1554–1598
- Philipp III. von Spanien 1598–1621
- Philipp IV. von Spanien 1621–1665
- Karl II. von Spanien 1665–1700
- Philipp V. von Spanien 1700–1706
- Kaiser Karl VI. 1706–1740
- Maria Theresia 1740–1780
- Kaiser Joseph II. 1780–1790
- Kaiser Leopold II. 1790–1792
- Kaiser Franz II. 1792–1797
- Cisalpinische Republik 1797–1799
- Kaiser Franz II. 1799–1800

### Spanische Statthalter von Mailand (1535–1706)

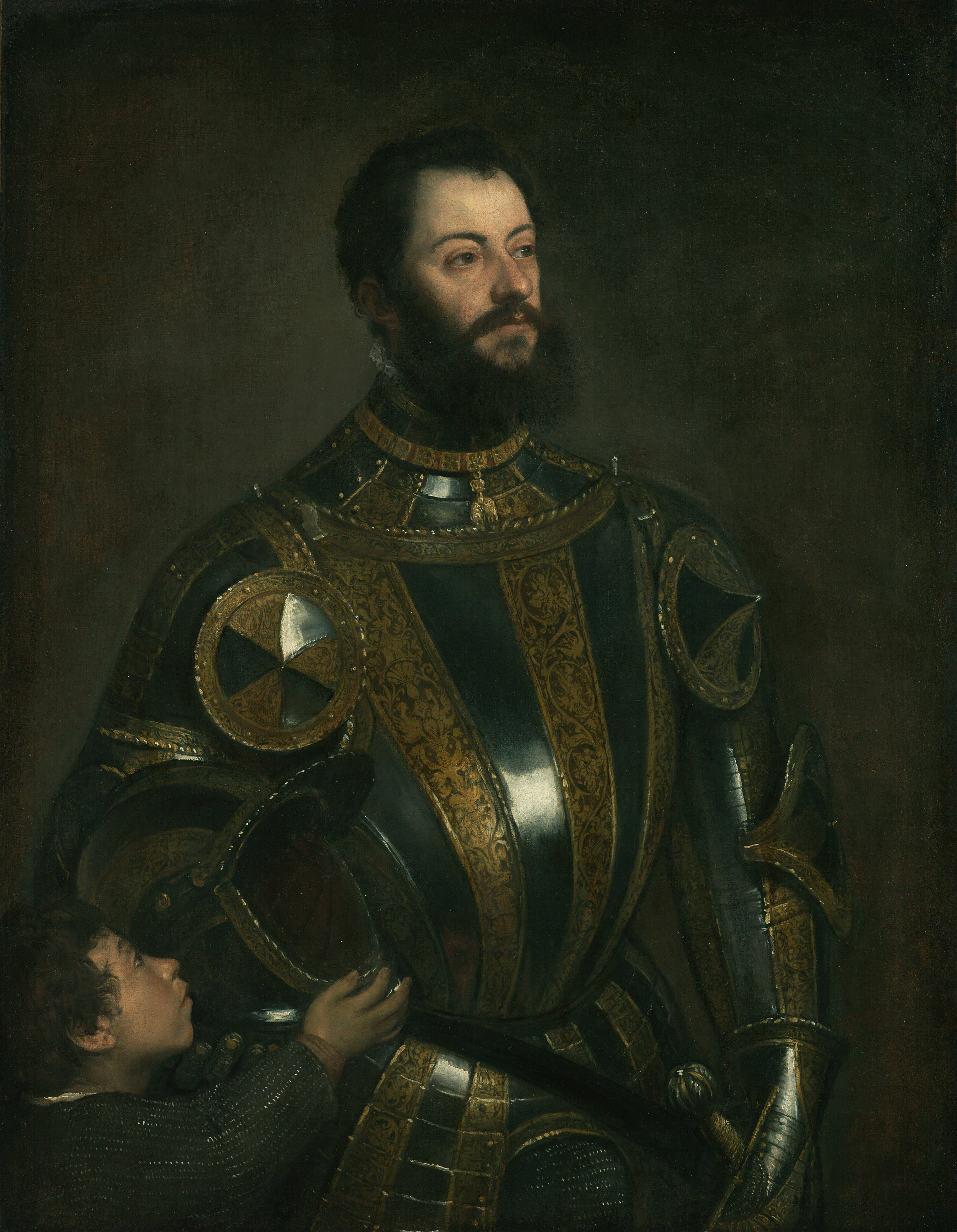
Alfonso d’Avalos

- Antonio de Leyva, Herzog von Terranova, 1535–1536
- Marino Caracciolo, Kardinal, 1536–1538
- Alfonso d’Avalos, Marchese di Pescara e del Vasto, 1538–1546
- Ferrante I. Gonzaga, Principe di Molfetta, Duca di Ariano, 1546–1555
- Fernando Alvarez de Toledo, 3. Herzog von Alba, 1555–1556
- Cristoforo Madruzzo, Kardinal, 1556–1558
- Gonzalo II. Fernández de Córdoba, Fürst von Maratra, 1. Mal, 1558–1560
- Fernando d’Avalos, Marchese di Pescara, 1560–1563
- Gonzalo Fernández de Córdoba, 2. Mal, 1563–1564
- Gabriel de la Cueva, Herzog von Alburquerque, 1564–1571
- Álvaro de Sande 1571–1572
- Luis de Requesens 1572–1573
- Antonio de Guzmán, Marqués de Ayamonte, 1573–1580
- Don Sancho de Guevara y Padilla 1580–1583
- Carlo de Aragona, Herzog von Terranuova, Fürst von Castelvetrona, 1583–1592
- Juan Fernández de Velasco, 5. Herzog von Frías, 1592–1595
- Pedro de Padilla 1595
- Juan Fernández de Velasco, 2. Mal, 1595–1600
- Pedro Henriquez de Acevedo, Conde de Fuentes, 1600–1610
- Juan Fernández de Velasco, 3. Mal, 1610–1612
- Juan de Mendoza, Marqués de la Hinoyosa, 1612–1614
- Sancho de Luna 1614–1616
- Pedro de Toledo Osorio, Marqués de Villafranca, 1616–1618
- Gomes Suárez de Figueroa y Córdoba, Herzog von Feria, 1. Mal, 1618–1625
- Gonzalo Fernández de Córdoba, 1625–1629
- Ambrosio Spinola, Marqués de loa Balbases, 1629–1630
- Alvaro de Bazán, 2. Marqués de Santa Cruz, 1630–1631
- Gomes Suárez de Figueroa y Córdoba, 2. Mal 1631–1633
- Ferdinand von Österreich, der „Kardinalinfant“, 1633–1634
- Gil Carrillo de Albornoz, Kardinal, 1634–1635
- Diego Mexía Felípez de Guzmán, Marqués de Leganés, 1. Mal, 1635–1636
- Fernando Enriquez d’Affan de la Rivera, Herzog von Alcalá, 1636
- Diego Mexía Felípez de Guzmán, 2. Mal, 1636–1641
- Juan de Velasco, Conde de Sirvela, 1641–1643
- Antonio Sancho Dávila de Toledo y Colonna, Marqués de Velada, 1643–1646
- Bernardino Fernándezo de Velasco, 6. Herzog von Frías, 1646–1647
- Iñigo Fernando de Velasco 1647–1648
- Luis de Benavides Carrillo, Marqués de Caracena, 1648–1656
- Giangiacomo Teodoro Trivulzio, Kardinal, 1656–1656
- Alfonso Pérez de Vivero, Conde de Fuensaldaña, 1656–1660
- Francesco Caetani, Duca di Sermoneta, 1660–1662
- Luis de Guzmán Ponce de Leon 1662–1668
- Paolo Spinola, Marqués de los Balbases, 1. Mal, 1668
- Francisco de Orozco, Marqués de Olias, 1668
- Paolo Spinola, 2. Mal, 1668–1670
- Gaspar Tellez Girón, Herzog von Osuna, 1670–1674
- Claude Lamoral, Fürst von Ligne, 1674–1678
- Juan Henriquez de Cabrera, Conde de Melgar, 1678–1686
- Antonio Lopez de Ayala Velasco y Cardeñas, Conde de Fuensalida, 1686–1691
- Diego Felipe de Guzmán, Marqués de Leganés, 1691–1698
- Charles Henri de Lorraine-Vaudémont 1698–1706

Mailand wurde am 26. September 1706 von österreichischen Truppen erobert; der Vertrag von Utrecht bestätigte die Änderung der Besitzverhältnisse.

### Österreichische Statthalter von Mailand (1706–1800)
- Eugen von Savoyen 1706–1716
- Maximilian Karl zu Löwenstein-Wertheim-Rochefort 1717–1718
- Girolamo Colloredo 1719–1725
- Wirich Philipp von Daun 1725–1734
- Sardinische Besetzung 1734–1736
- Otto Ferdinand von Abensperg und Traun 1736–1743
- Georg Christian von Lobkowitz 1743–1745
- Spanische Besetzung 1745–1746
- Gian Luca Pallavicini, 1. Mal, 1745–1747
- Ferdinand Bonaventura II. von Harrach 1747–1750
- Gian Luca Pallavicini, 2. Mal, 1750–1754
- Francesco III. d’Este, Herzog von Modena, 1754–1771
- Ferdinand von Österreich 1771–1796
- Transpadanische Republik 1796–1797
- Cisalpinische Republik 1797
- Conte Luigi Cocastelli 1799–1800

Nach der Schlacht von Marengo gab Österreich das Herzogtum auf, das erneut in die Cisalpinische Republik integriert wurde.

## Italienische Republik(1802–1805)
- Napoleon Bonaparte

## Könige von Italien (1805–1814)
- Napoleon Bonaparte 1805–1814

### Vizekönige von Italien (1805–1814)
- Eugène de Beauharnais 1805–1814

## Könige von Lombardo-Venetien(1814–1859)
- Kaiser Franz I. 1814–1835
- Ferdinand I. von Österreich 1835–1848
- Franz Joseph I. von Österreich 1848–1859

### Vizekönige von Lombardo-Venetien (1814–1859)
- Heinrich XV. Reuß zu Plauen 1814–1815
- Friedrich Heinrich von Bellegarde 1815–1816
- Anton Viktor von Österreich 1816–1818
- Rainer Joseph von Österreich 1818–1848
- Joseph Radetzky von Radetz 1848–1857
- Maximilian von Österreich 1857–1859
- Ferencz József Gyulay 1859
- Heinrich Hermann von Hess 1859